# Maison assistante maternelle
 (mars 2025).
Motif : manque de sources secondaires nationales centrées sur le sujet
- Archive Wikiwix
- Bing
- Cairn
- DuckDuckGo
- E. Universalis
- Gallica
- Google
- G. Books
- G. News
- G. Scholar
- Persée
- Qwant
- (zh) Baidu
- (ru) Yandex
- (wd) trouver des œuvres sur Wikidata

| 1. | Préciser le motif de la pose du bandeau. | Précisez le motif de la pose du bandeau en utilisant la syntaxe suivante : {{admissibilité à vérifier\|date=mars 2025\|motif=remplacez ce texte par le motif}}                                    |
| 2. | Informer les utilisateurs concernés.     | Pensez à avertir le créateur de l'article, par exemple, en insérant le code ci-dessous sur sa page de discussion : {{subst:avertissement admissibilité à vérifier\|Maison assistante maternelle}} |

 (février 2025).
Si vous disposez d'ouvrages ou d'articles de référence ou si vous connaissez des sites web de qualité traitant du thème abordé ici, merci de compléter l'article en donnant les références utiles à sa vérifiabilité et en les liant à la section « Notes et références ».
 (février 2025).
Nées d'une expérimentation locale, les Maison assistante maternelle (MAM) ont obtenu un cadre juridique avec la loi du 9 juin 2010 et rencontrent un franc succès. La naissance des MAM est issue d'une initiative locale et a connu plusieurs étapes.

## Historique
À partir de 2004, des assistantes maternelles du département de la Mayenne, regroupées au sein d'une association  ont exprimé le souhait de créer des « maisons » afin d'exercer en équipe leur profession. Or, en précisant que l'assistant maternel exerce à domicile la rédaction de l'article L. 421-1 du CASF faisait obstacle à la création de tels regroupements.
En 2005, à la demande de M. Jean Arthuis, alors président du conseil général et sénateur de la Mayenne, une autorisation d'expérimentation a été accordée pour quatre ans par le ministre délégué à la sécurité sociale et à la famille. Cette autorisation constitue la première base légale d'existence des maisons d'assistants maternels (MAM) 
Par la suite, l'article 108 de la loi de financement de la sécurité sociale (LFSS) pour 2009 a étendu cette possibilité à l'ensemble du territoire, tout en la conditionnant à la signature par l'assistant maternel d'une convention avec le président du conseil général et la caisse d'allocations familiales. Enfin, la loi du 9 juin 2010 , issue d'une proposition de loi de M. Arthuis, a fixé le cadre actuel et abrogé en conséquence le II de l'article 108 de la LFSS pour 2009.
Par dérogation au statut de l'assistante maternelle, cette dernière  peut, dans des conditions définies par décret en Conseil d'Etat, accueillir des mineurs au sein d'un lieu appelé “ maison d'assistants maternels ”, distinct de son domicile et de celui des mineurs accueillis et de leurs représentants légaux. (article L 424-1)
Comme pour l'exercice à domicile, les assistants maternels exerçant en MAM doivent être agréés par le président du conseil départemental. Les personnes déjà agréées pour l'exercice à domicile doivent demander la modification de leur agrément. Comme pour les demandes d'agrément ou de modification d'agrément relatives à l'exercice à domicile, le silence gardé par le président du conseil départemental au terme d'un délai de trois mois vaut acceptation.
Le référentiel fixant les critères d'agrément des assistants maternels par le président du conseil départemental vaut tant pour les demandes relatives à l'exercice à domicile que pour l'exercice en MAM. Le décret du 15 mars 2012 a toutefois complété ce référentiel afin de prendre en compte la capacité à travailler en équipe et à exercer son activité dans le cadre de la délégation d'accueil et la compatibilité de l'exercice en MAM et à domicile en cas de cumul. Par ailleurs, il est précisé dans ce référentiel que le local doit respecter les règles relatives aux établissements recevant du public classés dans le type R de la quatrième catégorie ou dans la cinquième catégorie selon la situation du local et le nombre de niveaux.
Le nombre d'assistants maternels pouvant exercer dans une même maison d'assistants maternels est d'un à six professionnels, dont au maximum quatre simultanément.
Le nombre d'enfants simultanément accueillis dans une maison d'assistants maternels ne peut excéder vingt.
Un premier guide ministériel a été conçu par la direction générale de la cohésion sociale (DGCS) il a été suivi de nombreuses autres publications 
Depuis 2024 les MAM bénéficient du plan d'investissement de l'accueil du jeune enfant (PIAJE) ainsi que d'une aide en plus si les professionnels signent la charte qualité (cnaf). Les fédérations d'associations telles que l'ufnafaam  peuvent accompagner les porteurs de projet ou les professionnels déjà en MAM en leur proposant également des assurances de groupes.
La création des MAM est très différentes d'un département à un autre, ainsi certains départements telle que la Gironde ont développé un grand nombre de MAM. En 2020, le nombre de MAM étaient de 3863.
Ces nouvelles structures ont donné lieu également à plusieurs études .

## NOtes et références
1. ↑  « Les maisons d'assistants maternels : une solution innovante pour un accueil de proximité et de qualité », sur Sénat, 3 avril 2023 (consulté le 18 février 2025)
2. ↑  Sophie Bonnelle, « Un curriculum pour un accueil de qualité de la petite enfance », dans Un curriculum pour un accueil de qualité de la petite enfance, Érès, 18 septembre 2014, 69–92 p. (ISBN 978-2-7492-4251-4, lire en ligne)
3. ↑  « Décret n° 2012-364 du 15 mars 2012 relatif au référentiel fixant les critères d'agrément des assistants maternels », sur www.legifrance.gouv.fr (consulté le 18 février 2025)
4. ↑  « Guide relatif aux maisons d'assistants maternels (MAM) à l'usage des PMI et des assistants maternels | solidarites.gouv.fr | Ministère du Travail, de la Santé, des Solidarités et des Familles », sur solidarites.gouv.fr, 23 août 2016 (consulté le 18 février 2025)
5. ↑  « Les Maisons D’Assistantes Maternelles. Des Lieux Uniques à Identités Multiples – Le Bord de l'Eau https://boutique.ufnafaam.org/home/92-reussir-en-maison-d-assistants-maternels.html » (consulté le 18 février 2025)
6. ↑  « Page d'Accueil - UFNAFAAM - Fédération nationale d'association », sur UFNAFAAM (consulté le 18 février 2025)
7. ↑  « L'offre d'accueil du jeune enfant », sur data.drees.solidarites-sante.gouv.fr (consulté le 18 février 2025)
8. ↑  Bertrand Daunay et Martine Morisse, « Les écrits professionnels des enseignants », dans Les écritures en situations professionnelles, Presses de l'Université du Québec, 12 mars 2009, 41–71 p. (ISBN 978-2-7605-2379-1, lire en ligne)